# Asigliano Vercellese
Asigliano Vercellese es una localidad y comune italiana de la provincia de Vercelli, región de Piamonte, con 1.419 habitantes.

## Evolución demográfica
| Gráfica de evolución demográfica de Asigliano Vercellese entre 1861 y 2001 |
|                                                                            |
| Fuente ISTAT - elaboración gráfica de Wikipedia                            |